# باشگاه فوتبال روترهام یونایتد
باشگاه فوتبال روترهام یونایتد (به انگلیسی: .Rotherham United F.C) باشگاه فوتبال انگلیسی است که در شهر روترهام قرار دارد.
این باشگاه از ادغام دو باشگاه روترهام تاون و روترهام کانتی در سال ۱۹۲۵ تاسیس شد.